# Ignorant Art
Ignorant Art (с англ. — «Невежественное искусство») — дебютный микстейп австралийской хип-хоп исполнительницы Игги Азалии, выпущенный для бесплатной цифровой загрузки 27 сентября 2011 года. В продюсировании микстейпа принимала участие команда D.R.U.G.S., исполнительным продюсером проекта стал её участник Chordz 3D, а со-исполнительными продюсерами выступили Азалия и Stix. YG, Problem, Joe Moses и Chevy Jones появились на микстейпе в качестве приглашённых артистов.

## Предыстория и релиз
Ignorant Art — дебютный музыкальный релиз Игги Азалии и считается её карьерным прорывом. После его выхода журнал XXL включил Азалию в список фрэшменов за 2012 год. Журнал заявил, что Азалия — «первая женщина-рэпер, украсившая обложку благодаря своему треку „Pu$$y“ и революционному микстейпу Ignorant Art». Мнение журнала вызвало споры в обществе, особенно это разозлило Азилию Бэнкс, которая начала публичную вражду с Азалией. Кроме того, успех микстейпа обеспечил Игги контракт с лейблом Grand Hustle Records.
Азалия выпустила музыкальные видео к трём трекам микстейпа: «Pu$$y», который впервые был загружен на её YouTube-канал летом 2011 года, «My World» где эпизодическую роль сыграл Том Листер-младший и «The Last Song», вдохновлённое стилистикой 1940-х годов.
В 2013 году во время интервью с KIIS-FM Игги сказала, что изначально хотела назвать микстейп «Coming to America» в честь одноимённого комедийного фильма 1988 года.

## Концепция
Азалия неоднократно заявляла, что название Ignorant Art является прямой отсылкой на Жана-Мишеля Баския. Игги сказала: «Мне нравится, как то, что он делал, было грубым и не слишком отточенным. Я хотела, чтобы моя музыка была такой же». Она уточнила, что название представляет собой прямую цитату Баския, который при встрече с Энди Уорхолом спросил его, не хочет ли тот «купить что-то из невежественного искусства». Азалия утверждала, что Баския чувствовал себя непонятым и ему не нравилось, когда его называли «чёрным артистом», что отражает собственные чувства Азалии: «Я отождествляю себя с этим, потому что люди всегда говорят мне: „Ты белая рэперша“. А я такая: „К чему эти уточнения?“ Почему я не могу быть просто рэпершей?». Обложка микстейпа является ещё одной отсылкой к связи Уорхола и Баския и представляет собой римейк плаката, который они создали для художественной выставки 1985 года в Нью-Йорке.
Азалия также обращалась к мнению хип-хоп сообщества о том, «что делает рэп искусством, а что нет», сказав: «Я слышала, как люди в рэп тусовке говорят о том, что такое „настоящий“ рэп… Я хотела изменить это, поэтому на микстейпе я использовала много сэмплов и создала свою собственную версию рэп-записи. Я сделала её невежественной намеренно. Если я рассказываю историю, то это настоящий рэп, но если я говорю о вагинах, то это уже не искусство. Тогда что такое настоящий рэп? Что такое искусство?». Исполнительница рассказала, что выпустила Ignorant Art с целью, чтобы люди озадачились и пересмотрели старые идеалы.
Несмотря на желание Азалии следовать «грубому» подходу Баския, за Ignorant Art последовало больше коммерческих работ, поскольку Игги «решила ослабить свой непристойный стиль, чтобы привлечь более широкую аудиторию».

## Восприятие
Los Angeles Times назвали флоу Азалии «дерзким» и «агрессивным», в то время как Complex заявили: «Вы должны позволить флоу мисс Азалии пробить вас на сковозь. Да, она вот настолько хороша». MTV Base написали, что «микстейп Игги 2011 года был впечатляющим, грубым заявлением, которое можно ожидать от рэпера, творящего без какого-либо стороннего давления». Rap Reads дал ему четыре с половиной звезды из пяти, заявив: «Игги выбрала эксцентричный, эклектичный и интригующий продакшн. Уникальные звуковые ландшафты, которые она преподнесла, подчёркивают её неповторимый стиль».
The Guardian назвали микстейп «опережающим своё время», в то время как HNHH отметили, что «музыкальное звучание Азалии улучшается с каждым новым релизом, и Ignorant Art определённо дополняет картину». RapReviews.com были настроены более скептично, заявив в своём обзоре, что "«невежественный», вероятно, неподходящее слово. Но и «интеллигентный» тоже не подходит".
Организаторы премии MOBO Awards на церемонии 2013 года номинировали Азалию в категории «Лучший международный исполнитель» и заявили, что "Ignorant Art был превосходным знакомством с удивительными талантами Игги Азалии. Это было больше похоже на мини-альбом, и она представила его таким, каким и обещала". Они также назвали микстейп „культовой классикой“, и MTV с ними согласились, заявив, что Азалия „произвела фурор“ своим релизом. При подписании контракта с Mercury Records в начале 2013 года, президент лейбла заявил, что Ignorant Art привлёк к Игги всеобщее внимание в 2011 году, добавив, что она «невероятно интересна и опережает своё время», а также «совершенно уникальна».

## Список композиций
Примечание: Никаких подробных сведений об авторах и продюсерах микстейпа официально не публиковалось. 
Официальный плейлист на YouTube.
| №                   | Название                               | Длительность |
| ------------------- | -------------------------------------- | ------------ |
| 1.                  | «Dirt In Your P***y Ass B!tch (Intro)» | 1:17         |
| 2.                  | «Hello» (при участии Joe Moses)        | 3:49         |
| 3.                  | «My World»                             | 3:19         |
| 4.                  | «Pu$$y»                                | 2:43         |
| 5.                  | «You» (при участии YG)                 | 2:51         |
| 6.                  | «Backseat» (при участии Chevy Jones)   | 3:00         |
| 7.                  | «Treasure Island»                      | 3:18         |
| 8.                  | «Drop That Shit» (при участии Problem) | 3:09         |
| 9.                  | «The Last Song»                        | 3:16         |
| Общая длительность: | Общая длительность:                    | 26:42        |

Примечания
Источник:
- «My World» содержит сэмпл песни «Astronomia» исполненной Tony Igy.
- «You» содержит сэмпл песни «Crash Into Me» в исполнении Dave Matthews Band.
- «Backseat» содержит сэмпл песни «Last Night» в исполнении Niki & The Dove и «Backseat» в исполнении STAYGOLD, Spank Rock, Damian Adore и L’Trimm.
- «Treasure Island» содержит сэмпл песни «Waste» исполненной Foster The People.